# Макникол, Кристи
Кристи Макникол (англ. Kristy McNichol, род. 11 сентября 1962 года) — американская актриса, обладательница двух премий «Эмми».
Макникол достигла наибольшей известности благодаря роли в телесериале «Семья» (1976—1980), который принес ей две премии «Эмми», а также по роли в сериале «Пустое гнездо» (1988—1992). Макникол ушла из профессии в 1992 году, когда ей был поставлен диагноз биполярное аффективное расстройство. 6 января 2012 Макникол совершила каминг-аут, заявив, что она лесбиянка и живёт со своей партнёршей Марти Аллен на протяжении последних двадцати лет.

## Избранная фильмография
| Год       |   | Русское название                    | Оригинальное название                    | Роль                    |
| --------- | - | ----------------------------------- | ---------------------------------------- | ----------------------- |
| 1976      | с | Старски и Хатч                      | Starsky and Hutch                        | Мэг / Молли Эдвардс     |
| 1976—1980 | с | Семья                               | Family                                   | Лилития «Бадди» Лоуренс |
| 1977      | с | Лодка любви                         | Love Boat                                | Линда Морли / Келли     |
| 1978      | с | Старски и Хатч                      | Starsky and Hutch                        | Джоуи Карстон           |
| 1980      | ф | Маленькие прелестницы               | Little Darlings                          | Эйнджел                 |
| 1981      | ф | Ночь, когда погасли огни в Джорджии | The Night the Lights Went Out in Georgia | Аманда Чайлд            |
| 1982      | ф | Белый пёс                           | White Dog                                | Джули Сойер             |
| 1988      | с | Она написала убийство               | Murder, She Wrote                        | Джилл Мортон            |
| 1988      | ф | Слияние двух лун                    | Two Moon Junction                        | Пэтти Джин              |
| 1991—1992 | с | Золотые девочки                     | Golden Girls                             | Барбара Уэстон          |
| 1988—1992 | с | Пустое гнездо                       | Empty Nest                               | Барбара Уэстон          |

## Награды и номинации
- «Эмми»
  - 1977 — Премия «Эмми» за лучшую женскую роль второго плана в драматическом телесериале («Семья»)
  - 1978 — Премия «Эмми» за лучшую женскую роль второго плана в драматическом телесериале («Семья») (номинация)
  - 1979 — Премия «Эмми» за лучшую женскую роль второго плана в драматическом телесериале («Семья»)
  - 1980 — Премия «Эмми» за лучшую женскую роль в драматическом телесериале («Семья») (номинация)

«Золотой глобус»
  - 1979 — Премия «Золотой глобус» за лучшую женскую роль в телевизионном сериале — драма («Семья») (номинация)
  - 1982 — Премия «Золотой глобус» за лучшую женскую роль второго плана — Кинофильм («Только когда я смеюсь») (номинация)

«Выбор народа»
  - 1980 — Любимая молодая киноактриса

«Золотая малина»
  - 1989 — Худшая женская роль второго плана («Слияние двух лун»)